# Clownrasbora
Clownrasbora (Rasbora kalochroma) är en fiskart som först beskrevs av Bleeker, 1851.  Clownrasbora ingår i släktet Rasbora och familjen karpfiskar. Inga underarter finns listade i Catalogue of Life.